# Käthe und ich: Sommerliebe
Sommerliebe ist ein deutscher Fernsehfilm von Oliver Liliensiek aus dem Jahr 2022. Es handelt sich um die zehnte Folge der ARD-Reihe Käthe und ich. Die deutsche Erstausstrahlung erfolgte am 26. Januar 2024 auf dem Sendeplatz Endlich Freitag im Ersten.

## Handlung
Paul bekommt Besuch von seiner Jugendliebe Hannah, die an den ersten Anzeichen einer Depression leidet und psychologische Hilfe sucht. Helga ist erschrocken, Hannah wiederzusehen. Paul reagiert zurückhaltend auf Hannahs Bitte, weil ihm die professionelle Distanz fehlen würde, und schlägt Hannah eine Kollegin von ihm vor.
Zu Schulzeiten hatte Paul ihr Nachhilfe in Mathematik, Physik und Ethik gegeben. Als Paul sich in Hannah verliebte, brach sie ihm das Herz. Hannah ist seinerzeit zur Überraschung ihrer Eltern, die sie als Ärztin gesehen hatten, Architektin geworden und lebt inzwischen mit ihrem Mann Torben in Berlin. Neben ihm, der Karriere in einer Anwaltskanzlei gemacht hat, fühlt sie sich als berufliche Versagerin. Ihr Mann hatte ihr eine Stelle in einem Architekturbüro vermittelt, in dem sie allerdings ihren Jugendtraum, Tiny Houses zu entwerfen, nicht umsetzen kann. Zu ihren Eltern hat sie keinen Kontakt mehr, weil Torben und ihr Vater sich nicht verstanden haben. Eigene Freunde hat sie seit der Hochzeit auch nicht.
Jasmina wird von einem Patienten der Tierarztpraxis, dem Herrchen der Kaninchendame Berta,  der immer wieder kommt, obwohl es Berta wieder gut geht, in ein Gespräch über Online-Dating verwickelt. Er mache kein Online-Dating mehr, weil er eine Frau gut findet, die ihn allerdings nicht beachtet. Sie gibt ihm den Rat, sich eine Aktion auszudenken wie Richard Gere in Pretty Woman, die für Rettung steht; sie selbst würde vor dem Mittelmaß gerettet werden wollen.
Eric erzählt inzwischen Helga, dass er zu Schulzeiten eine Freundin namens Lena hatte, dann aber sein Interesse für Männer entdeckte, als Lenas Bruder Max sich für ihn interessierte.
Minou schaut nach Hannahs Hund Buddy, den sie vier Wochen zuvor aus dem Tierheim geholt hatte und der immer wieder ängstlich ist. Minou kommt zu dem Schluss, dass Buddy eine sichere Persönlichkeit an seiner Seite braucht, die weiß, wo es lang geht.
Eric macht Bertas Herrchen klar, dass es Berta gut geht und dass er die nächsten paar Wochen über nicht mehr in die Praxis kommen soll. Gleichzeitig weist er Jasmina deutlich darauf hin, dass er wegen ihr so oft mit Berta in die Praxis kommt, und bittet sie, ihn und Berta „von diesem Elend zu erlösen“.
Paul vermutet, dass Hannah in einer toxischen Beziehung mit Torben steckt, die ihre Depression ausgelöst hat. Hannah reagiert ärgerlich und hält Paul für eifersüchtig. Torben wiederum zeigt wenig Verständnis für Hannahs seelische Situation.
Inzwischen wird Jasmina von Bertas Herrchen zum Essen eingeladen, wobei sich beide über ihre Erfahrungen beim Online-Dating unterhalten könnten. Jasmina erinnert ihn allerdings an Richard Gere gibt ihm zu verstehen, dass sie diese Einladung nicht originell genug findet.
Hannah sieht ein, dass Paul recht haben könnte und bittet ihn, ihr dabei zu helfen, Torben von einer Paartherapie zu überzeugen. Torben spricht sich dagegen aus; in Wahrheit wolle Hannah ein Kind, könne sich aber nicht mal richtig um Buddy kümmern.
Paul denkt an damals zurück, als Hannahs Eltern keinen Kontakt mehr zwischen Hannah und ihm haben wollten, nachdem Hannah dachte, sie sei schwanger. Als Paul trotzdem nochmal zu ihr ging, hat sie sich von ihm getrennt, weil sie sich mit ihm keine Zukunft und keine Kinder vorstellen konnte.
Paul rät ihr, nicht auf Torben zu hören, sondern auf ihr Herz,  und rauszufinden, warum ihr Kinderwunsch nicht in Erfüllung geht. Helga besteht darauf, dass Paul mit Hannah wegen der Trennung von damals spricht und Hannah sich bei ihm entschuldigt. Als Paul sie auf damals anspricht, gesteht Hannah ihm, dass der Schwangerschaftstest nicht negativ war, sondern sie von Paul schwanger war und Angst hatte, sie könnte den von ihren Eltern arrangierten Termin zum Schwangerschaftsabbruch rückgängig machen.
In der Zwischenzeit hat sich Hannah von einer Frauenärztin untersuchen lassen und erfährt, dass sie die Pille nimmt. Auf Pauls Rat hin testet sie, ob Torben ihr heimlich die Pille verabreicht und filmt ihn dabei, als er die Pille in ihren Wein mischt. Hannah konfrontiert Torben mit ihrer Erkenntnis und trennt sich von ihm.
Bertas Herrchen kommt auf einem Schimmel bei der Tierarztpraxis angeritten, um Jasmina „zu retten“ wie Richard Gere. Obwohl Jasmina Angst vor Pferden hat, geht sie mit ihm essen.

## Hintergrund
Sommerliebe wurde unter dem Arbeitstitel Der perfekte Sommer zusammen mit der neunten Folge Der kleine Ritter vom 14. Juni bis zum 11. August 2022 in Waren an der Müritz, Biesenthal und Berlin gedreht. Produziert wurde der Film von der Bavaria Fiction GmbH.

## Rezeption

### Einschaltquote
Die Erstausstrahlung am 26. Januar 2024 im Ersten wurde von 4,20 Millionen Zuschauern gesehen, was einem Marktanteil von 14,9 % entspricht.

### Kritiken
Die Kritiker der Fernsehzeitschrift TV Spielfilm zeigten mit dem Daumen nach oben und vergaben für Humor und Spannung je einen, für Anspruch zwei von drei möglichen Punkten. Das Fazit lautete: „Unaufdringlich, entspannt und sensibel“.